# IC 1074
IC 1074 — галактика типу Sbc (компактна витягнута спіральна галактика) у сузір'ї Волопас.
Цей об'єкт міститься в оригінальній редакції індексного каталогу.